# Frank Wels
Frank Wels (* 21. Februar 1909 in Ede; † 16. Februar 1982) war ein niederländischer Fußballspieler. Der Stürmer spielte von Ende der 1920er bis in die 1940er Jahre für GVV Unitas aus Gorinchem. Von 1931 bis 1938 kam er 36-mal in der Nationalmannschaft zum Einsatz.

## Leben und Karriere
Wels debütierte 1926 als Rechtsaußen bei der zweitklassigen GVV Unitas, mit der er 1928 als 19-Jähriger mit einem 3:2-Sieg in Rotterdam gegen den Feijenoorder Verein Overmaas die Meisterschaft in der tweede klasse holte. Obwohl sein Verein zweitklassig blieb, gehörte Wels ab 1931 fest zum Stamm der niederländischen Nationalmannschaft. Schon im Mai in Belgien gehörte er zum Kader; beim nächsten Spiel am 14. Juni 1931 in Kopenhagen kam er ebenso wie Mauk Weber gegen Dänemark zu seinem Debüt in Oranje. Der kleine aber schnelle Flankengeber – mit 1,63 Meter war er der zweitkleinste Spieler in der Geschichte der niederländischen Nationalmannschaft – brachte diese Fähigkeit speziell im Zusammenspiel mit Beb Bakhuys an. Im Spiel gegen Belgien am 11. März 1934 führten die „roten Teufel“ schon nach einer Minute; das Drängen auf den Ausgleich wurde in der 15. Minute belohnt, als Bakhuys eine Flanke von Wels im Fallen mit dem Kopf verwandelte. Kopfballtore dieser Art wurden in der Folgezeit in den Niederlanden als kopbal a la Bakhuys („Kopfball à la Bakhuys“) bezeichnet. Das Spiel gewannen die Niederländer dank eines weiteren Treffers von Bakhuys, zweier Tore von Debütant Kick Smit und eines Fünferpacks von Leen Vente in seinem zweiten Länderspiel noch mit 9:3.
Bei der WM 1934 in Italien stand er in der Mannschaft, die im Achtelfinale gegen die Schweiz ausschied. Auf seinen ersten Treffer im Nationaldress musste er bis 1935 warten. Erneut war es ein Spiel gegen Dänemark, diesmal zuhause; Wels trug das dritte Tor zum 3:0-Sieg bei. Auch an der WM 1938 in Frankreich nahm Wels teil; das 0:3 gegen die Tschechoslowakei im Achtelfinale war sein 36stes und letztes Spiel in der Elftal – die letzten 30 dieser Länderspiele waren in Folge, insgesamt verpasste er in seiner aktiven Zeit für die KNVB-Auswahl nur zwei Begegnungen. Fünf Tore konnte er in dieser Zeit erzielen. In seiner Vereinskarriere steht eine kurze Zeit bei Feijenoord zu Buche, doch da ihm das Reisen nach Rotterdam nicht behagte, kehrte er nach einem Jahr zu Unitas zurück – dem Verein, für den er insgesamt 25 Jahre die Fußballstiefel schnürte und mit dem er in den Jahren 1944 und 1946 erneut Meister der zweiten Klasse wurde.
Nach seiner aktiven Zeit betrieb Frank Wels eine nach ihm benannte Cafeteria in der Gorinchemer Arkelstraat.

## Ehrungen
Im Sommer 2008 wurde nach Frank Wels ein Zug der Linie Dordrecht–Geldermalsen benannt.